# TV Familia
TV Familia es un canal de televisión abierta venezolano especializado en programación religiosa. Fue lanzado durante la Semana Santa del año 2000.

## Historia
Inició sus transmisiones el 20 de abril del año 2000 durante la Semana Santa en el canal 69 de Caracas. El canal tiene señal internacional disponible en Venezuela, Colombia, Ecuador y Europa.[cita requerida]

## Señales
La estructura del canal está compuesta de 2 señales adaptadas al público en general; son emitidas en alta definición en simultáneo con la señal de resolución estándar.
- Señal Venezolana: Señal exclusiva para este país, para la señal abierta y la señal de la televisión por suscripción (a excepción del servicio de Simple TV).

- Señal Internacional: Dirigida para el público internacional, está disponible para Colombia, Ecuador, Centroamérica, Venezuela y Europa (En Venezuela, esta señal solo se puede ver a través de Simple TV).